# Bojowiec
Bojowiec – członek grupy, organizacji bojowej.
Określenie bojowiec (bojowcy) dotyczy m.in. członków Organizacji Bojowej (1904/1906-1911) i Pogotowia Bojowego (1917-1918) Polskiej Partii Socjalistycznej.
Bojowiec to także dawny stopień harcerski, stosowany w Szarych Szeregach w okresie II wojny światowej. Odpowiadał stopniowi harcerza orlego. Zdobywali go harcerze posiadający stopień ćwika lub włóczęgi.